# مقاطعة يريفان
كانت مقاطعة يريفان إحدىغوبرنيات النيابة الملكية على القوقاز التابعة للإمبراطورية الروسية وكان مركزها في يريفان (يريفان الحالية). وكانت مساحتها 27830 كيلومترا مربعا، تتوافق تقريبًا مع ما يشكل الآن معظم وسط أرمينيا، وإغدير (ولاية) في تركيا، ونخجوان الحبيسة التابعة لأذربيجان. في نهاية القرن التاسع عشر، تحدها محافظة تيفليس من الشمال، ومقاطعة إليزافيتبول من الشرق، وقارص أوبلاست من الغرب، وبلاد فارس والدولة العثمانية من الجنوب. وكان جبل آرارات وسهل أرارات الخصيب يقعان في مركز المقاطعة.
في 1828، تم ضم خانيات يريفان ونخجوان من الدولة القاجارية إلى الإمبراطورية الروسية من خلال معاهدة تركمانجاي. تم دمج الأراضي التي تم ضمها حديثًا في وحدة إدارية واحدة تُعرف باسم مقاطعة أرمينيا. في 1849، أعيد تنظيم المنطقة لتصبح مقاطعة.

## أنظر أيضا
- أرمينيا الروسية
- يريفان